# Муніципалітети Бразилії

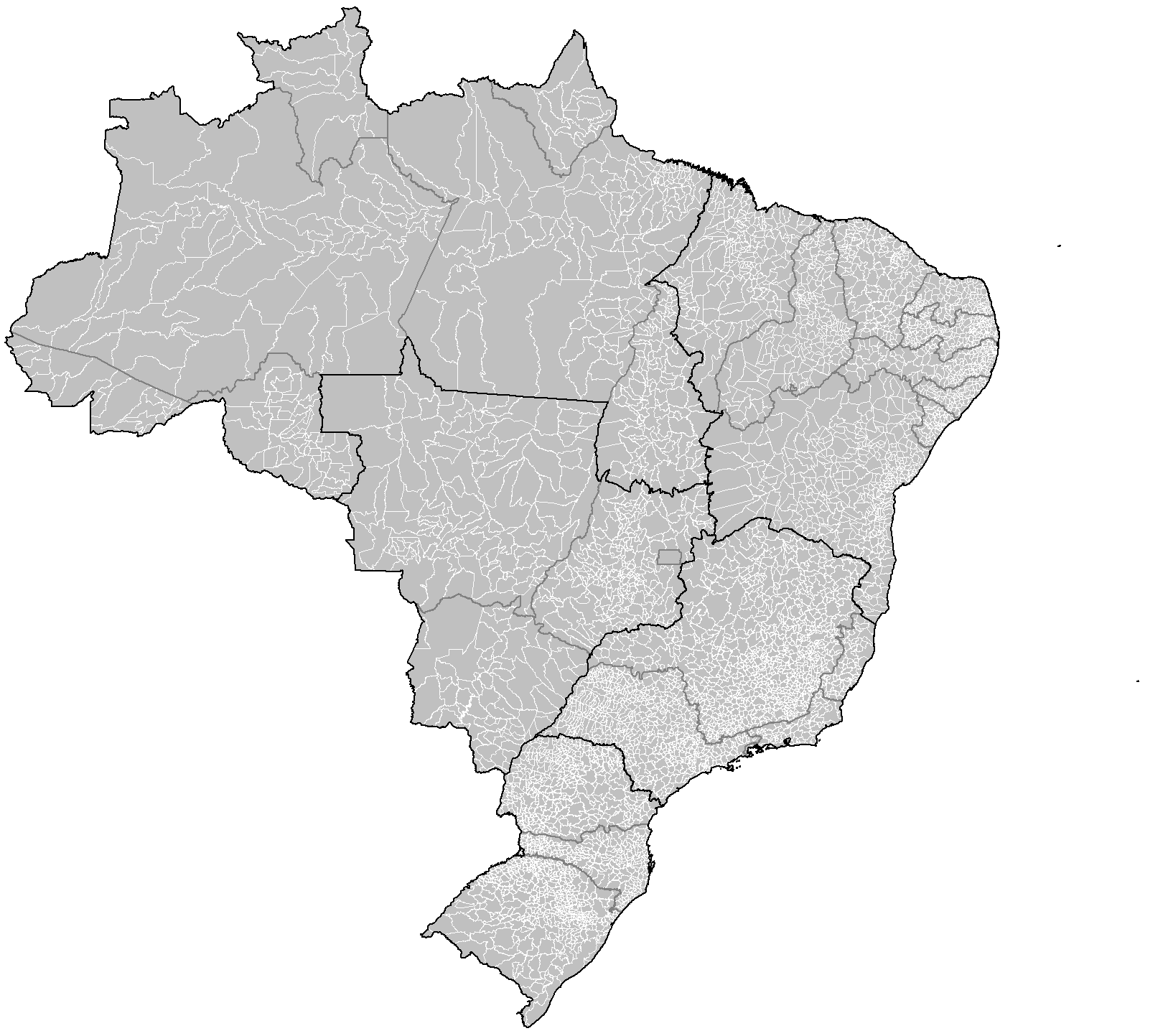
Муніципалітети Бразилії за штатами.

Муніципалітети Бразилії (порт. Municípios do Brasil) є адміністративними підрозділами штатів Бразилії. Нині Бразилія має 5,570 муніципалітетів, в середньому населення муніципалітету налічує 34,361 особи. До складу середньостатистичного штату Бразилії входить 214 муніципальних об'єднань. В штаті Рорайма знаходиться лише 15 муніципалітетів, а в штаті Мінас-Жерайс 853.
Федеральний округ, де розташована федеральна столиця Бразиліа, (відповідно до Конституції Бразилії Федеральний округ бере на себе ті ж конституційні та юридичні повноваження та зобов'язання держав і муніципалітетів) не може бути розділений на муніципалітети. Замість цього округ ділиться на 31 адміністративний регіон.
Конституція Бразилії 1988 року розглядає муніципалітети як частини Федерації, а не як залежні підрозділи держави. Кожен муніципалітет має автономію місцевого самоврядування, включаючи мера (Рената) і законодавчу владу, яка називається муніципальною палатою (муніципалітет Камара). Місцева влада, так і законодавчий орган безпосередньо обираються населенням кожні чотири роки. Ці вибори відбуваються одночасно по всій країні. Останні муніципальні вибори відбулися 2 жовтня 2016 року. Кожен муніципалітет має конституційну владу для затвердження своїх законів, а також збору податків та отримання коштів від державних та федеральних урядів. [Архівовано 17 вересня 2019 у Wayback Machine.] Однак муніципальні уряди не мають судової влади, бо суди організовуються лише на державному або федеральному рівні. Підрозділ державної судової влади можуть знаходиться на території одного муніципалітету або охоплювати кілька муніципалітетів.
Місце розташування муніципальної адміністрації є призначеним місцем, без уточнення в законі про мінімальне населення, площу чи об'єкти. Місто завжди має ту саму назву, що й муніципалітет, оскільки вони не розглядаються як окремі об'єкти. Муніципалітети можуть бути розділені лише при адміністративних потребах в округах (звичайно, з цих районів утворюються нові муніципалітети). Інші населені пункти — села, але не мають жодних юридичних наслідків чи регулювання. Майже всі муніципалітети поділяються на райони, хоча більшість з них офіційно не визначають меж своїх сусідів (як правило, малі міста в сільській місцевості).

Муніципалітети можуть бути поділені чи об'єднані, щоб сформувати нову одиницю в межах кордонів держави, якщо населення відповідних муніципальних утворень висловлює бажання зробити це в плебісциті, однак вони повинні дотримуватися конституції Бразилії. Вихід муніципалітетів зі складу Бразилії заборонено.
- Топ
- 0-9
- А
- Б
- З
- Д
- Е
- Ф
- Г
- Год
- Я
- Дж
- До
- Л
- М
- Н
- Про
- П
- Питання
- Р
- З
- Т
- У
- В
- Вт
- Х
- Г
- З

## А
- Муніципалітети Акко (АС)
- Муніципалітети штату Алагоас (Аль)
- Муніципалітети Амапа (АП)
- Муніципалітети штату Амазонас (АМ)

## Б
- Муніципалітети штату Баїя (БА)

## С
- Муніципалітети штату Сеара (РЄ)

## Е
- Муніципалітети Еспіріту-Санту (Ес)

## Г
- Муніципалітети Гояс (перейти)

## М
- Муніципалітети штату Мараньян (Ма)
- Муніципалітети штату Мату-Гросу (МТ)
- Муніципалітети штату Мату-Гросу-ду-Сул (МС)
- Муніципалітети штату Мінас-Жерайс (мг)

## П
- Муніципалітети штату Пара (Па)
- Муніципалітети Параїба (ПБ)
- Муніципалітети штату Парана (пр)
- Муніципалітети штату Пернамбуку (ПЕ)
- Муніципалітети Пиауи (ПІ)

## Р
- Муніципалітети Ріо-де-Жанейро (РЖ)
- Муніципалітети Ріо-Гранде-ду-Норті (РН)
- Муніципалітети Ріо-Гранде-ду-Сул (РС)
- Муніципалітети штату Рондонія (РВ)
- Муніципалітети Рорайма (крб)

## З
- Муніципалітети штату Санта-Катаріна (НД)
- Муніципалітети Сан-Паулу (SP)
- Муніципалітети Сержипи (СЕ)

## Т
- Муніципалітети Токантінс (с)